# أوسكار هان
أوسكار هان (بالإسبانية: Óscar Hahn) هو كاتب وشاعر تشيلي، ولد في 5 يوليو 1938 في إيكويكو في تشيلي.